# Herb gminy Pątnów
Herb gminy Pątnów – symbol gminy Pątnów, ustanowiony w 1991.

## Wygląd i symbolika
Herb przedstawia na tarczy  w polu błękitnym stylizowany zegar słoneczny barwy złotej. Pochodzi on od symbolu najstarszej wzmiankowanej w źródłach miejscowości w gminie: Kamionki. Z dokumentów zachowanych w muzeum w Wieluniu wynika, iż Kamionka była w XV wieku własnością arcybiskupa gnieźnieńskiego, a w 1460 kapituła gnieźnieńska nadała jej symbol zegara słonecznego, jako znak odróżniający Kamionkę od innych miejscowości. Następnie zegar taki wmurowano we frontową ścianę dworku. Obecnie z dworku pozostały jedynie ruiny, natomiast niegdysiejszy symbol Kamionki przyjęła za swój symbol herbowy gmina Pątnów.